# Peñón de Vélez de la Gomera
Peñón de Vélez de la Gomera (spanisch Peñón ‚Felsblock‘) ist eine spanische Exklave an Marokkos Mittelmeerküste und eine Plaza de soberanía.

## Geografie
Die aus einem 77 Meter hohen Felsen bestehende ehemalige Insel liegt in der Mitte zwischen den beiden bekannteren spanischen Exklaven an der nordafrikanischen Küste, etwa 120 Kilometer südöstlich von Ceuta und 125 Kilometer westlich von Melilla. Zur Halbinsel wurde sie durch Verlandung der früheren schmalen Meerenge. Dauerhaft mit dem afrikanischen Kontinent verbunden wurde sie durch einen Sturm im Jahr 1934, der große Mengen Sand anschwemmte und eine schmale Landenge bildete. Eine zweite Insel, oder eine mit dem Peñón über eine schmale Felsleiste verbundene Halbinsel der Hauptinsel, war La Isleta 40 Meter östlich.
Die Exklave hat eine Fläche von ungefähr 19.000 Quadratmetern und eine Höhe von bis zu 87 Metern über dem Meeresspiegel. Die einzige Ansiedlung ist eine kleine Militärstation mit rund 60 spanischen Militärangehörigen.

## Geschichte
Peñón de Vélez de la Gomera war zu Beginn des 16. Jahrhunderts von Freibeutern besetzt. Im Kampf gegen die Piraterie in diesem Gebiet konnte eine spanische Schiffsbesatzung unter dem Kommando von Pedro Navarro die Insel am 23. Juli 1508 einnehmen. 1522 ging der Felsen durch Verrat an Muley Mohamed, den Herrn von Badis, verloren; die gesamte spanische Garnison fand hierbei den Tod. Die zwischenzeitlich von den Wattasiden unter Kontrolle gebrachte Region wurde 1554 von Bou Hassoun an die Osmanen übergeben. Nachdem im Jahr zuvor ein erster Versuch noch gescheitert war, konnte García Álvarez de Toledo y Osorio die Insel am 6. September 1564 auf Befehl von Philipp II. für Spanien zurückerobern.
Im 17. und 18. Jahrhundert wurde die Insel mehrfach (1680, 1701, 1755, 1781, 1790) belagert, doch die Spanier konnten jeweils einen erneuten Verlust verhindern. Im 19. Jahrhundert hatte Peñón de Vélez de la Gomera seine militärische Bedeutung eingebüßt, so dass Spanien 1871 zeitweilig die Sprengung des Felsens und der darauf befindlichen Anlagen erwog, diese Pläne aber nicht weiter verfolgte.
Als Marokko im Jahre 1956 von Frankreich und Spanien in die staatliche Unabhängigkeit entlassen wurde, verblieb Peñón de Vélez de la Gomera im spanischen Königreich. Dies wurde damit begründet, dass der Felsen auch vorher nie zu Marokko gehört habe.

## Karten

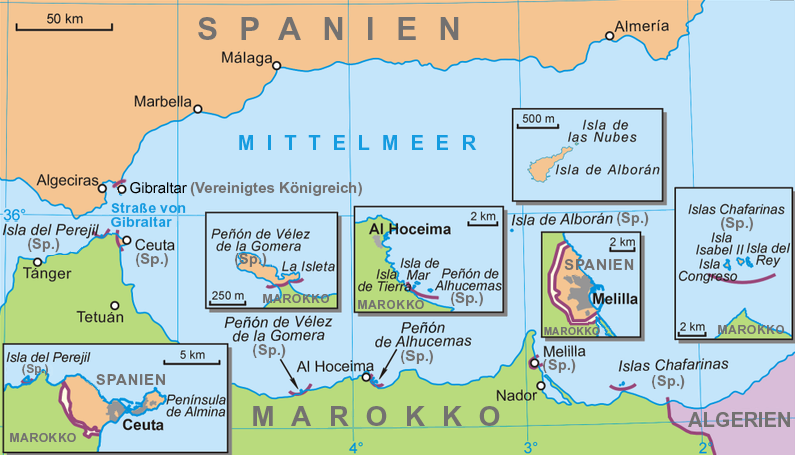
Plazas de soberanía, mit Peñón de Vélez de la Gomera
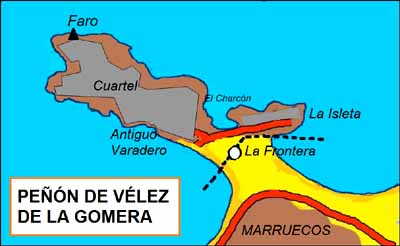
Kartenskizze